# La Magdeleine
La Magdeleine (1939 es 1946 között neve olaszosítva La Maddalena d'Aosta ) egy 2969 lakosú község Olaszországban, Valle d’Aosta régióban.

## Elhelyezkedése

La Magdeleine község Valle d'Aosta térképén

A Valtournanche völgy egyik települése.